# مجموعه قلمه سخته ۱
مجموعه قلمه سخته ۱ مربوط به دوره ساسانیان - دوره سلجوقیان است و در شهرستان دره‌شهر، بخش مرکزی، دهستان رزین دشت، ۱/۴ کیلومتری غرب روستای عباس‌آباد واقع شده و این اثر در تاریخ ۲۶ دی ۱۳۸۶ با شمارهٔ ثبت ۲۰۶۴۵ به‌عنوان یکی از آثار ملی ایران به ثبت رسیده است.